# Wodyetia
Wodyetia, monotipski rod palmi smješten u podtribus Ptychospermatinae, dio tribusa Areceae, potporodica Arecoideae. Jedina vrsta je W. bifurcata, australskim endem iz Queenslanda, gdje je poznata kao “foxtail palma”.
Rod je opisan u Principes 27: 161 (1983).

## Galerija
- Stablo
- Stablo
- Plod
- Deblo